# 1634 en santé et médecine
| Années de la santé et de la médecine : 1631 - 1632 - 1633 - 1634 - 1635 - 1636 - 1637    |
| Décennies de la santé et de la médecine : 1600 - 1610 - 1620 - 1630 - 1640 - 1650 - 1660 |

Cet article présente les faits marquants de l'année 1634 en santé et médecine.

## Divers
- 4 mars : le médecin et alchimiste Jean-Baptiste Van Helmont (1578-1644) est arrêté par l'Inquisition pour hérésie, blasphème, impiété et magie, accusations liées à sa défense du traitement magnétique des blessures par l'« onguent des armes[1] ».
- 18 novembre : à son élection pour cinq ans à la chaire de médecine théorique et pratique de l'université de Bologne, Giorgio Scarpes Scotto se voit attribuer mille écus d'honoraires annuels, somme la plus élevée jamais allouée à un professeur éminent[2].
- Selon Tranquille de Saint-Rémi, « plus de cinquante médecins » sont consultés lors de l'affaire des possédées de Loudun[3].
- Le roi Louis XIII prend « des dispositions malthusiennes à l'encontre des praticiens illégaux de la barberie[4],[5] ».
- Un « bulletin hebdomadaire de mortalité » (Weekly Bill of Mortality) est établi à Londres[6].
- Vers 1634 : l'apothicaire Frédéric Greiff réalise à Tübingen la préparation de la « thériaque céleste », selon la formule publiée par Joseph du Chesne (1544-1609) dans sa Pharmacopoea dogmaticorum restituta parue en 1607[7],[8].
- 1633-1634 : le roi Louis XIII, grand amateur des eaux de Forges, ayant accordé au bourg divers privilèges, « cette thérapie rencontre une forte hostilité de la faculté de médecine de Paris[9] ».

## Fondations
- 4 novembre :
  - Fondation, à la faculté de médecine de Paris, d'une première chaire de chirurgie, d'abord occupée par Antoine Charpentier[10].
  - Le cardinal de La Rochefoucauld signe le contrat de construction de l'hospice des incurables de Paris, qui recevra ses premiers malades en mai 1637, et qui est à l'origine de l'actuel hôpital Laennec[11].
- Ouverture de l'université de Sassari, en Sardaigne, dont l'acte de fondation s'étend à l'enseignement de la médecine et au droit de conférer les grades dans cette discipline[12].
- À Nuits-Saint-Georges, en Bourgogne, Guillaume Labre donne « une maison destinée à abriter quelques lits de malades », acte qui peut être tenu pour fondateur de l'hôpital de la ville, auquel le roi Louis XIV accordera ses lettres patentes en 1700[13].
- À Versailles, le roi Louis XIII fonde une maison de charité qui deviendra Hôpital royal puis hôpital Richaud, et restera en fonction jusqu'en 1981[14].
- Vers 1634 : à Verdun, en Lorraine, construction d'une maladrerie près de la basilique Saint-Pierre et Saint-Paul[15].
- 1620-1634 : à Hennebont, en Bretagne, construction de l'hôpital Saint-Louis[16].

## Publications
- Pietro Castelli (c. 1570-1661), médecin, botaniste et chimiste, publie son traité De vomitu et vomitoriis (« Du vomissement et des vomitifs »), qui suit les doctrines d'Hippocrate, Galien et Paracelse, sans négliger l'expérience propre de l'auteur[2],[17].
- Le médecin napolitain Nicolo Angelo Eliseo publie un essai sur « le traitement des fièvres causées par l'éruption du Vésuve », ouvrage dont la première partie est perdue[18].
- Parution, à la suite de la deuxième édition de la Praxis chimiatrica de Johann Hartmann (de), du « Traité sur la distillation » (De oleis variis arte chymica destillatis) de Johann Ernst Burggrav († 1643), alchimiste, médecin de la ville de Simmern[19].
- Sous le titre de Les Anciens et Renommés Auteurs de la médecine et chirurgie, parution de la traduction française de la Chirurgia e Graeco in Latinum conversa (1544), elle-même traduction du grec en latin, par Guido Guidi (1509-1569), d'une collection de textes d'Hippocrate, Galien et Oribase[20].
- Wolfgang Hoefer publie son essai sur « le moyen de prévenir et de guérir la peste » (Methodus praecavendae curandaeque pestis[21]).
- Peter Lauremberg (en) († 1639), médecin, reçu docteur à Rostock, fait imprimer à Leipzig un traité qu'il intitule Pasicompse nova, id est Delineatio pulchritudinis[22],[23].
- Fortunio Liceti (1577-1657), philosophe et médecin italien, alors professeur à Padoue, fait paraître quatre essais[24],[22], dont une Pyronarcha[2],[25] dans laquelle, à travers les phénomènes de la foudre et des fièvres, il traite des correspondances entre macrocosme et microcosme.
- Publication posthume des Opera medica (« Œuvres médicales ») du médecin italien Alessandro Massaria (1510-1598[26]).
- Théodore de Mayerne (1573-1655) édite le Theatrum insectorum de Thomas Muffet (1553-1604), ouvrage composé vers 1590[27].
- Ovidio Montalbani (1601-1671), professeur bolonais de philosophie, de mathématiques et de médecine, donne son traité sur la pierre de Bologne[28],[22].
- Jean-Baptiste Morin (1583-1656), astrologue et médecin, fait publier à Paris les six premiers livres de sa Longitudinum terrestrium et coelestium scientia[29],[22].
- Giovanni Nardi (it) (1585-1654), praticien à Florence et médecin de Ferdinand II de Médicis, grand-duc de Toscane, fait paraître son traité sur le lait (Lactis physica analysis[2],[30]).
- Première édition anglaise des œuvres complètes d'Ambroise Paré (1509-1590), dans la traduction de Thomas Johnson[31].
- Claude Pons, médecin lyonnais, fait paraître chez Scipion Jasserme « une réponse aux arguments allégués par Louis de La Grive contre les quatre paradoxes de son Traité de la thériaque [ou Parallèle des vipères et herbes lyonnaises, avec les romaines et candiotes], dans lequel il accorde la préférence à la thériaque de Rome et de Venise sur celle de Lyon[32],[22] ».
- Parution de la Pharmacopoea Blaesensis (« Pharmacopée blésoise »), de Michel de Reneaulme (1600-1647[33]).
- Francesco Rondinelli fait paraître un « rapport sur la peste de 1630-1633 à Florence, avec une brève description de l'image miraculeuse de la Madone de l'Impruneta[34] ».
- Michel Angelo Rota publie son essai sur la peste de 1630 à Venise[35].
- Dans la Responsio ad Staticomasticen qu'il joint à la nouvelle édition de sa Medicina statica[36], Santorio Santorio répond tardivement[37] au  Staticomastix (1615) d'Ippolito Obizzi[38].
- Publication des onze premières des quinze « disputations » tirées de la Méthode de traitement, de Galien (Disputationes ex libris Galeni de methodo medendi depromptae[39]), soutenues par Eckard Leichner (de) (1612-1690), originaire de Salzungen, Johann Albrecht Sebitz[40] (1614-1685), de Strasbourg, Andreas Gerner von Lilienstein, de Wimpfen, Achatz Christopher Enckelmann, d'Ansbach, Gregor Hilling (1614-1680), d'Elbogen, Alexander Verbez, d'Ulm, Johann Reinhardt Widt, de Strasbourg, Johann Nikolaus Stupanus[41], de Strasbourg, Johann Wilhelm Zachmann, de Durlach, Johanne Guilhelmo Stephani, de Gleiberg, et Adam Gerner von Lilienstein, de Wimpfen, sous la présidence de Melchior Sebitz le Jeune (en) (1578-1674) au collège de médecine de Strasbourg.
- Au cours d'un débat sur les  Positiones variae medicae, Sylvius (1614-1672) défend la thèse de la circulation pulmonaire[42].
- Adrian Toll († 1635), édite à Leyde la Praxis aurea, de Johann Stocker († 1513[43],[44]).

## Personnalité
- Fl. Bodier, apothicaire français, au service du sultan Moulay al-Walid au moment de la visite d'Antoine Cabiron, chargé par le roi Louis XIII d'une ambassade à la cour marocaine[45].

## Naissances
- 14 février : Pierre-Martin de La Martinière (mort vers 1676), explorateur, médecin et alchimiste français[46].
- 24 juin : Jean-Christian Macki (mort en 1701), médecin franconien, fils d'André († 1683), reçu docteur à Strasbourg, établi à Schneeberg en Misnie[22].
- 27 juin : Andreas Cleyer (en) (mort en 1697), médecin, pharmacien, botaniste, commerçant et japoniste allemand[47].
- 12 juillet (bapt.) : Louis Pinard (mort en 1695), maître chirurgien, chirurgien-major au fort des Trois-Rivières, en Nouvelle-France[48].
- 16 août : Johann Daniel Major (de) (mort en 1693), médecin, naturaliste et polymathe allemand[49].
- 18 août : Matthias Tiling (de) (mort en 1685), médecin allemand, praticien à Emden et Brême, professeur à l'université de Rinteln, membre de la Léopoldine[50].
- 19 septembre : Christophe Lipstorp (mort en 1690), médecin allemand, reçu docteur à Padoue, pensionné par la ville de Stade, établi ensuite à Hambourg[22].
- Denis Dodart (mort en 1707), médecin et botaniste français[51].
- Jean-Nicolas Pfitzer (mort en 1674), reçu docteur en médecine à Strasbourg, auteur d'ouvrages sur le traitement des plaies, sur les maladies des femmes et celles des enfants[22].
- Giuseppe Pompeo Sacco (mort en 1718), professeur de médecine parmesan[2].

## Décès
- 14 février : Wilhelm Fabricius Hildanus (né en 1560), chirurgien allemand[52].
- 1er avril : Richard Napier (en) (né en 1559), astrologue médical anglais[53].
- 26 juin : Nicolas Ager (né en 1568), médecin et botaniste alsacien[54],[55].
- 17 septembre : Henry Blackwood ou Blacuod (né en 1588), médecin français d'origine écossaise, professeur au Collège royal, médecin et familier du pape Urbain VIII[56],[57].
- 22 décembre : William Paddy (en) (né en 1554), médecin anglais, membre du Collège royal de médecine[58].
- John Collins (né vers 1576), professeur d'anatomie et de médecine à Cambridge[59].
- Jean Gunther (né vers 1580), apothicaire au Marché-aux-Pots de Sélestat, en Alsace[60].
- Melchiorre Zoppio (né en 1544), médecin et homme de lettres italien[61].
- 1633 ou 1634  : Giovanni Battista Cortesi (it) (né en 1553 ou 1554), professeur de chirurgie et d'anatomie à Messine et Bologne[62],[63].